# Село при Водицах
Село при Водицах (на словенски: Selo pri Vodicah) е село в Словения, регион Средна Словения, община Водице. Според Националната статистическа служба на Република Словения през 2015 г. селото има 309 жители.